# Enea Silvio Piccolomini (1653–1673)
Enea Silvio Piccolomini (auch Enea Silvio Piccolomini d'Aragona Duca di Amalfi; tschechisch Aeneáš Sylvius, kníže Piccolomini; * 1653; † 1673) war Herzog von Amalfi, Reichsfürst, kaiserlicher Oberst und Grundherr der ostböhmischen Herrschaft Nachod.

## Leben
Seine Eltern waren Francesco Piccolomini-Pieri di Amalfi und Emiliana Strozzi. Nach dem Tod des kaiserlichen Generals Herzog Ottavio Piccolomini 1656, der keine Nachkommen hinterließ, wurde Enea Silvio als dessen Großneffe im Alter von nur drei Jahren sein testamentarischer Erbe. Zu seinem Vormund sowie Regent der Herrschaft Nachod bestimmt wurde Graf Johann Sebastian Pötting (Jan Šebastián z Pöttingu) bestimmt. Da Pötting versuchte, die bisher der Stadt Náchod gewährten Privilegien eng auszulegen bzw. zu beschneiden, kam es zu Unstimmigkeiten zwischen ihm und dem Rat der Stadt. Nach längeren Verhandlungen wurde 1668 ein Kompromiss geschlossen und vertraglich festgelegt. Die von Octavio Piccolomini begonnenen Umbauten des Schlosses Náchod wurden unter Pötting fortgeführt.
Auseinandersetzungen gab es auch mit Octavio Piccolominis Witwe Maria Benigna Franziska von Sachsen-Lauenburg, die nicht bereit war, auf ihr Witwengut Náchod zu verzichten. Schließlich erreichte sie 1664, dass sie bis zur Volljährigkeit Eneas Silvios als Regentin eingesetzt wurde. Bereits 1664 verlangte sie vom Rat der Stadt das Versprechen von Treue und Gefolgschaft. Zu weiteren Zwistigkeiten kam es, als sie veranlasste, dass die Hofkanzlei den Schriftverkehr nur in Deutsch zu führen hat. Mit der Forderung, dass auch die Gottesdienste in der Pfarrkirche St. Laurentius in Deutsch abgehalten werden sollen, konnte sie sich gegen ihre Untergebenen nicht durchsetzen.
Auch nachdem Enea Silvio 1671 volljährig wurde und mit Maria Benigna einen Vergleich schloss, der eine finanzielle Entschädigung vorsah, übte sie die Administration weitere acht Jahre aus. Allerdings starb Enea Silvio schon zwei Jahre später. Er hatte sich der militärischen Laufbahn zugewandt und starb 1673 als Oberst unter General Raimondo Montecuccoli im Französischen Krieg am Rhein. Sein Leichnam wurde in Köln beigesetzt.
Enea Silvio Piccolomini war unverheiratet und hinterließ keine Nachkommen. Als Erbe folgte ihm sein jüngerer Bruder Lorenzo Piccolomini.